# Gà Stara Zagora Đỏ
Stara Zagora Đỏ (tiếng Bulgaria: Старозагорска червена кокошка, Starozagorska chervena kokoshka) là giống gà Bungari nội địa từ khu vực của Stara Zagora, ở miền trung nam của đất nước này. Vào giữa thế kỷ XX, gà địa phương của Stara Zagora được lai với gà Rhode Island Đỏ để tạo ra giống Stara Zagora Đỏ.

## Lịch sử
Giống gà Stara Zagora Đỏ được tạo ra vào khoảng năm 1970 bằng cách lai tạo gà mái địa phương của vùng, với nhiều màu sắc khác nhau, với những chú gà trống Rhode Island Đỏ.
```
Màu đỏ
 trở nên hoàn toàn được thiết lập sau thế hệ thứ hai. Các kết quả ban đầu được xuất bản năm 1969.
[
4
]
```

Ngày nay nó được coi là một giống hiếm. Tình trạng bảo tồn của nó đã được Quỹ SAVE liệt kê là "quan trọng" trong năm 2009. Nó được lưu giữ bởi Viện chăn nuôi gia cầm Bungari ở Stara Zagora và một số nhà lai tạo Bungari, thành viên của Hiệp hội nhân giống gia cầm Bungari. Vào năm 2013, tổng số cá thể của giống này được báo cáo cho DAD-IS là 360.

## Đặc điểm
Stara Zagora Đỏ là một giống gà có kích cỡ trung bình với lông màu đỏ tươi, lưng rộng thẳng, ngực đầy và mào phát triển tốt. Gà trống nặng khoảng 3–3,5 kg và gà mái nặng khoảng 2,3–2,5 kg. Gà mái bắt đầu đẻ vào khoảng thời gian 165 ngày, và đẻ 215–220 trứng màu nâu mỗi năm, với trọng lượng 55–60 g.